# Natalia Ivashko
Natalia Ivashko –en ruso, Наталья Ивашко– (17 de agosto de 1976) es una deportista rusa que compitió en lucha libre. Ganó una medalla de plata en el Campeonato Mundial de Lucha de 2003 y una medalla de plata en el Campeonato Europeo de Lucha de 2000.

## Palmarés internacional
| Campeonato Mundial | Campeonato Mundial          | Campeonato Mundial | Campeonato Mundial |
| Año                | Lugar                       | Medalla            | Categoría          |
| ------------------ | --------------------------- | ------------------ | ------------------ |
| 2003               | Nueva York (Estados Unidos) | Medalla de plata   | 59 kg              |
| Campeonato Europeo |                             |                    |                    |
| Año                | Lugar                       | Medalla            | Categoría          |
| 2000               | Budapest (Hungría)          | Medalla de plata   | 56 kg              |